# Hidaka (Saitama)
Hidaka (Japans: 日高市, Hidaka-shi) is een stad in de prefectuur  Saitama, Japan. In 2013 telde de stad 57.147 inwoners. Hidaka maakt deel uit van de metropool Groot-Tokio.

## Geschiedenis
In 1955 werden Komagawa en Koma samengevoegd om Hidaka te vormen. Een jaar later werd Takahagi toegevoegd. Op 1 oktober 1991 werd Hidaka benoemd tot stad (shi).

## Partnersteden
- Osan, Zuid-Korea sinds 1996

Steden:
Ageo · Asaka · Chichibu · Fujimi · Fujimino · Fukaya · Gyoda · Hanno · Hanyu · Hasuda · Hidaka · Higashimatsuyama · Honjo · Iruma · Kasukabe · Kawagoe · Kawaguchi · Kazo · Kitamoto · Koshigaya · Konosu · Kuki · Kumagaya · Misato · Niiza · Okegawa · Saitama (hoofdstad) · Sakado · Satte · Sayama · Shiki · Shiraoka · Soka · Toda · Tokorozawa · Tsurugashima · Wako · Warabi · Yashio · Yoshikawa

Districten:
Chichibu · Hiki · Iruma · Kitaadachi · Kitakatsushika · Kodama · Minamisaitama · Osato
Gemeenten per district